# اس‌ام یو-۱۱۵
اس‌ام یو-۱۱۵ (به انگلیسی: SM U-115) یک زیردریایی بود که طول آن ۷۲٫۳۰ متر (۲۳۷ فوت ۲ اینچ) بود. این زیردریایی در سال ۱۹۱۸ ساخته شد.